# Crystal Bayat
Crystal Bayat, est une militante sociale afghane pour les droits des femmes connue pour ses protestations contre la prise du pouvoir par les talibans. Originaire de Ghazni, elle fait partie de la minorité ethnique chiite  des Bayat. Elle a grandi la majeure partie de sa vie dans la démocratie et les changements sociétaux positifs. Elle poursuit désormais son combat pour préserver les acquis des droits de l'homme afghans en tant qu'agent du changement. 
En 2021, elle est désignée comme l'une des 100 femmes de la BBC.